# Стальнов, Даниил Олегович
Даниил Олегович Стальнов (род. 4 ноября 1994, Рыбинск, Ярославская область) — российский хоккеист, защитник; тренер.

## Биография
Дед Владимир Ефремов был чемпионом СССР по хоккею с мячом. Отец Олег Стальнов в первой половине 1990-х играл в низших лигах, завершил карьеру из-за травмы. Работал начальником ярославских команд «Локо» и «Локомотив». Младший брат Донат также хоккеист.
Начинал заниматься хоккеем в Рыбинске, затем — в ярославском «Локомотиве», в системе СКА. В сезоне 2011/12 дебютировал в команде МХЛ «Чайка» Нижний Новгород. В следующем сезоне провёл также 14 матчей в ВХЛ за «Саров» и один матч — 13 февраля 2013 — в КХЛ в домашней игре «Торпедо» против «Металлурга» Новокузнецк (5:2). В сезоне 2013/14 сыграл 28 матчей за «Саров» и 32 — за «Чайку». 25 августа 2014 года был обменян в «Югру». Провёл 23 матча в КХЛ и 23 — в МХЛ за «Мамонтов Югры». 11 февраля 2015 года был обменян в «Рубин», но матчей не играл. 26 июня 2015 года подписал однолетний двусторонний контракт с хабаровским «Амуром», провёл в сезоне КХЛ 21 матч. 30 июня 2016 продлил соглашение на два сезона. В первый сезон в «Амуре» сыграл 21 матч, в двух следующих — по одному, выступая за «Сокол» Красноярск в ВХЛ. С 2018 года — игрок китайской команды ВХЛ «Чэнтоу». В августе 2018 года подписал просмотровый контракт с «Северсталью», но провёл сезон в «Югре». Затем получил травму, пропустил сезон 2019/20, сыграл 10 матчей за «Буран» в сезоне 2020/21 и завершил карьеру.
Видеотренер в командах ВХЛ «Химик» Воскресенск (2022—2024), «Динамо» Санкт-Петербург (с 2024/25). Тренер защитников в клубе «Торпедо-Горький» с сезона-2025/26.